# 24. ceremonia wręczenia nagród Brytyjskiej Akademii Filmowej
24. ceremonia rozdania nagród Brytyjskiej Akademii Sztuk Filmowych i Telewizyjnych.
Najwięcej statuetek otrzymał film Butch Cassidy i Sundance Kid (6).

## Laureaci
Laureaci oznaczeni są wytłuszczeniem

### Najlepszy film
- Butch Cassidy i Sundance Kid
- Kes
- MASH
- Córka Ryana

### Najlepszy aktor
- Robert Redford − Butch Cassidy i Sundance Kid, Szaleńczy zjazd i Był tu Willie Boy
- Paul Newman − Butch Cassidy i Sundance Kid
- Elliott Gould − Bob i Carol i Ted i Alice
- George C. Scott − Patton
- Elliott Gould − MASH

### Najlepsza aktorka
- Katharine Ross − Butch Cassidy i Sundance Kid i Był tu Willie Boy
- Goldie Hawn − Kwiat kaktusa
- Sarah Miles − Córka Ryana
- Goldie Hawn − Dziewczyna inna niż wszystkie
- Jane Fonda − Czyż nie dobija się koni?

### Najlepsza aktor drugoplanowy
- Colin Welland − Kes
- Bernard Cribbins − Przygoda przyjeżdża pociągiem
- John Mills − Córka Ryana
- Gig Young − Czyż nie dobija się koni?

### Najlepsza aktorka drugoplanowa
- Susannah York − Czyż nie dobija się koni?
- Maureen Stapleton − Port lotniczy
- Evin Crowley − Córka Ryana
- Estelle Parsons − Człowiek-arbuz

### Najlepsza reżyseria
- George Roy Hill − Butch Cassidy i Sundance Kid
- Ken Loach − Kes
- Robert Altman − MASH
- David Lean − Córka Ryana

### Najlepszy scenariusz
- William Goldman − Butch Cassidy i Sundance Kid